# Cunnei Shuiku
Cunnei Shuiku (kinesiska: 村内水库) är en reservoar i Kina. Den ligger i provinsen Fujian, i den sydöstra delen av landet, omkring 180 kilometer sydväst om provinshuvudstaden Fuzhou. Cunnei Shuiku ligger 541 meter över havet. I omgivningarna runt Cunnei Shuiku växer i huvudsak städsegrön lövskog.
Genomsnittlig årsnederbörd är 1 457 millimeter. Den regnigaste månaden är maj, med i genomsnitt 254 mm nederbörd, och den torraste är oktober, med 8 mm nederbörd.